# Acelga Quintett
Das Acelga Quintett ist ein im Jahr 2012 gegründetes deutsch-luxemburgisches Holzbläserquintett (Klassisches Bläserquintett).

## Leben
Das Acelga Quintett entstand aus Kontakten junger Musiker, die sich im Studium und bei der Teilnahme an Orchesterakademien ergaben. Der Name entstand aus der spanischen Übersetzung des Familiennamens der Flötistin. Die Mitglieder, die inzwischen Stellen bei namhaften deutschen Symphonieorchestern innehaben, sind:
- Hanna Mangold (Flöte),
- Sebastian Poyault (Oboe),
- Julius Kircher (Klarinette),
- Amanda Kleinbart (Horn),
- Antonia Zimmermann (Fagott).

Das Acelga Quintett gastiert regelmäßig in Konzertreihen und bei Festivals und spielt dabei überwiegend Originalkompositionen, aber auch Bearbeitungen bekannter Werke für Holzbläserquintett aus verschiedenen Stilepochen von der Klassik bis hin zu zeitgenössischer Musik. Besonders bekannt wurde das Ensemble durch seine erfolgreiche Teilnahme am ARD Musikwettbewerb 2014.

## Preise und Auszeichnungen
- Stipendium des Deutschen Musikrats beim Deutschen Musikwettbewerb 2013 in Stuttgart
- 3. Preis beim Internationalen Musikwettbewerb der ARD 2014 in München

## Ton- und Videoaufnahmen
- Beiträge des Acelga Quintetts zum Semifinale (Franz Danzi, Bläserquintett F-Dur, op. 68 Nr. 2, Claude Paul Taffanel, Bläserquintett g-moll)[1] und Finale (Carl Nielsen, Quintett für Flöte, Klarinette, Oboe, Fagott und Horn op. 43, György Ligeti, Zehn Stücke für Bläserquintett)[2] des ARD-Musikwettbewerbs 2014 als Video on demand.
- Bohemia. Pavel Haas: Bläserquintett op. 10, Leoš Janáček: Mladi für Bläsersextett (mit Anne Scheffel, Bassklarinette), Josef Bohuslav Foerster: Bläserquintett op. 95, Alexander Zemlinsky: Humoreske für Bläserquintett. CD erschienen bei Genuin, 2017